# Cândido Mendes
Cândido Mendes este un oraș în Maranhão (MA), Brazilia.
1. ↑   https://cidades.ibge.gov.br/brasil/ma/candido-mendes/panorama, accesat în 22 iulie 2022 Lipsește sau este vid: |title= (ajutor)